# Animal Magic
Animal Magic – debiutancka płyta brytyjskiego muzyka, producenta i DJ-a Bonobo. W pewnym sensie płyta ta miała dwie premiery, pierwszą w dniu 24 lipca 2000 roku, gdy została wydana przez mało znaną wytwórnię Tru Thoughts i następną w dniu 24 kwietnia 2001, gdy Simon Green rozpoczął współpracę ze znacznie bardziej znaną wytwórnią Ninja Tune.

## Lista utworów
| Nr  | Tytuł          | Długość |
| --- | -------------- | ------- |
| 1.  | "Intro"        | 0:46    |
| 2.  | "Sleepy Seven" | 5:22    |
| 3.  | "Dinosaurs"    | 4:01    |
| 4.  | "Kota"         | 5:24    |
| 5.  | "Terrapin"     | 4:40    |
| 6.  | "The Plug"     | 5:18    |
| 7.  | "Shadowtricks" | 4:09    |
| 8.  | "Gypsy"        | 3:38    |
| 9.  | "Sugar Rhyme"  | 4:47    |
| 10. | "Silver"       | 6:33    |

## Twórcy
- Simon Green